# Mailman, Bring Me No More Blues
Mailman, Bring Me No More Blues est une chanson écrite par Ruth Roberts (en), Bill Katz et Stanley Clayton (pseudonyme de Bob Thiele), enregistrée à l'origine par Buddy Holly en 1957. 

## Historique
Elle est publiée en face B du single Words of Love.

## Reprises
Elle est reprise, entre autres, par Don Cornell (en), Mike Furber (en) et Herb Jeffries. Elle est aussi entendue sur le disque Oliver Edward Nelson in London with Oily Rags (en).

### The Beatles
Pistes inédites de Anthology 3
All Things Must Pass Come and Get It
« Mailman » a longtemps fait partie du répertoire de scène des Beatles, mais n'a été enregistrée en studio par le groupe qu'en janvier 1969. Lors des séances pour le projet « Get Back », originellement pour marquer un retour aux sources des « Fab Four », ceux-ci ont enregistré un grand nombre de reprises de chansons qu'ils jouaient à Liverpool et à Hambourg en début de carrière. 
Comme toujours, ils interprètent cette chanson plus lentement que la version de Buddy Holly, mettant l'accent sur les paroles mélancolique de ce blues comparativement à l'optimisme de la version d'origine. Cet enregistrement ne sera pas retenu lorsque Phil Spector tirera l'album Let It Be à partir des heures d’enregistrements effectués, mais on peut entendre cette prestation live en studio sur Anthology 3 paru en 1995.
Words of Love, la face A du 45 tours de Holly, a déjà été reprise par les Beatles sur leur album Beatles For Sale en 1964 et qu'on peut aussi entendre sur On Air - Live at the BBC.

## Personnel
- John Lennon – chant, guitare
- Paul McCartney – chant, guitare basse
- George Harrison – guitare
- Ringo Starr – batterie